# Central Español FC
Central Español je uruguayský fotbalový klub z Montevidea, který působí k roku 2015 v uruguayské Segunda División (2. liga). Klub byl založen v roce 1905 a svoje domácí utkání hraje na stadionu Parque Palermo s kapacitou 6 000 diváků.

## Úspěchy
Domácí
- 1× vítěz uruguayské Primera División (1984)[1]
- 3× vítěz uruguayské Segunda División (1961, 1983, 2011/12)[2]